# Vendomyces
Vendomyces — рід грибів едіакарської екосистеми, який відносять до хітридіоміцетів, проте малоймовірно, що ці скам'янілості справді представляють гриби.

## Див також
Список едіакарських родів